# Partit per la Democràcia
El Partit per la Democràcia (acrònim: PPD; en castellà i oficialment Partido por la Democracia) és un partit polític xilè que s'autodefineix de centreesquerra, democràtic, progressista i paritari.
Va ser fundat per Ricardo Lagos, Jorge Schaulsohn i altres dirigents polítics provinents fonamentalment del socialisme, radicalisme i altres vessants polítiques de l'esquerra, del centre i del liberalisme, durant la recta final de la dictadura militar d'Augusto Pinochet, poc abans del plebiscit que hauria de decidir la seva continuïtat en el poder. En aquest sentit, el PPD va participar en la formació de la Concertació de Partits per la Democràcia al 1988, triomfant en el plebiscit i formant part de les successives administracions d'aquesta coalició política que van governar Xile entre 1990 i 2010.
Com a conseqüència del primer govern de Sebastián Piñera, el partit participaria de la formació de la Nova Majoria, una nova confluència entre els partits d'esquerra o progressistes de l'antiga Concertació, amb la qual va integrar el segon govern de Michelle Bachellet (2014-2018) en diversos llocs de ministeris i sotssecretaries.
Amb la tornada de Piñera al govern, el PPD passaria de nou a l'oposició unint forces en diverses coalicions instrumentals: Convergència Progressista, Unitat Constituent, Nou Pacte Social i Socialisme Democràtic, amb la qual des de 2022 integraria l'Aliança de Govern liderada per Gabriel Boric.

## Resultats electorals

### Eleccions parlamentàries
| Any  | Diputats  | Diputats | Diputats | Senadors | Senadors | Senadors |
| Any  | Vots      | %        | Escons   | Vots     | %        | Escons   |
| ---- | --------- | -------- | -------- | -------- | -------- | -------- |
| 1989 | 778.501   | 11.45    | 16 / 120 | 820.393  | 12.06    | 4 / 38   |
| 1993 | 798.206   | 11.84    | 15 / 120 | 275.727  | 14.71    | 2 / 38   |
| 1997 | 727.293   | 12.55    | 16 / 120 | 182.076  | 4.29     | 2 / 38   |
| 2001 | 782.333   | 12.73    | 20 / 120 | 219.335  | 12.66    | 3 / 38   |
| 2005 | 1.017.956 | 15.42    | 21 / 120 | 512.296  | 10.74    | 3 / 38   |
| 2009 | 827.774   | 12.65    | 18 / 120 | 262.503  | 13.85    | 4 / 38   |
| 2013 | 684.041   | 11.02    | 15 / 120 | 556.131  | 12.33    | 6 / 38   |
| 2017 | 365.988   | 6.10     | 8 / 155  | 200.299  | 12.02    | 7 / 43   |
| 2021 | 242.927   | 3.84     | 7 / 155  | 111.967  | 100      | 6 / 50   |

### Eleccions municipals
| Any  | Alcaldes   | Alcaldes   | Alcaldes | Regidors | Regidors | Regidors    |
| Any  | Vots       | %          | Escons   | Vots     | %        | Escons      |
| ---- | ---------- | ---------- | -------- | -------- | -------- | ----------- |
| 1992 | Véase nota | Véase nota | 39 / 334 | 590.321  | 9,21     | 169 / 1.748 |
| 1996 | Véase nota | Véase nota | 34 / 341 | 739.663  | 11,74    | 237 / 1.789 |
| 2000 | Véase nota | Véase nota | 28 / 341 | 743.384  | 11,41    | 243 / 1.783 |
| 2004 | 404.281    | 6,41       | 34 / 345 | 610.603  | 9,97     | 231 / 2.144 |
| 2008 | 442.498    | 6,96       | 35 / 345 | 475.665  | 8,53     | 195 / 2.146 |
| 2012 | 362.649    | 6,54       | 37 / 345 | 409.906  | 7,68     | 201 / 2.224 |
| 2016 | 270.748    | 5,70       | 33 / 345 | 402.012  | 8,85     | 201 / 2.240 |
| 2021 | 238.151    | 3,76       | 17 / 345 | 399.634  | 6,58     | 202 / 2.252 |
| 2024 | 238.357    | 2,04       | 8 / 345  | 448.137  | 4,36     | 159 / 2.252 |

Nota: Entre 1992 i 2000 es votava només per a triar regidors, el més votat era electe alcalde. Després de l'elecció, els regidors es reunien en el consell municipal i per majoria simple de membres, confirmaven a l'alcalde. En 1992 va haver-hi alcaldes que van compartir la meitat del període amb un altre regidor, en tenir el consell una majoria de membres de partit distint a l'alcalde. A partir de 2004 es realitzen les votacions d'alcalde i regidors per separat.

### Eleccions de consellers regionals
| Any  | Vots    | %    | Escons   |
| ---- | ------- | ---- | -------- |
| 2013 | 566.471 | 9,77 | 30 / 278 |
| 2017 | 429.719 | 7,38 | 25 / 278 |
| 2021 | 234.242 | 3,82 | 19 / 302 |
| 2024 | 399.805 | 4,12 | 18 / 302 |

### Eleccions de convencionals constituents i consellers constitucionals
| Any  | Vots    | %    | Escons  |
| ---- | ------- | ---- | ------- |
| 2021 | 147.351 | 2,58 | 3 / 155 |
| 2023 | 352.288 | 3,59 | 0 / 50  |

## Presidents (1987-actualitat)
| Foto | Nom                          | Inici                  | Final                  |
| ---- | ---------------------------- | ---------------------- | ---------------------- |
|      | Ricardo Lagos Escobar        | 15 de desembre de 1987 | 10 de març de 1990     |
|      | Erich Schnake Silva          | 10 de març de 1990     | 10 de setembre de 1992 |
|      | Sergio Bitar Chacra          | 11 de setembre de 1992 | 3 d'octubre de 1994    |
|      | Jorge Schaulsohn Brodsky     | 3 d'octubre de 1994    | 3 d'abril de 1997      |
|      | Sergio Bitar Chacra          | 3 d'abril de 1997      | 2 de maig de 2000      |
|      | Guido Girardi Lavín          | 2 de maig de 2000      | 2 d'agost de 2003      |
|      | Víctor Barrueto Jeame        | 2 d'agost de 2003      | 2 de març de 2006      |
|      | Sergio Bitar Chacra          | 17 de juny de 2006     | 11 de gener de 2008    |
|      | Pepe Auth Stewart            | 10 de maig de 2008     | 30 de desembre de 2009 |
|      | Adriana Muñoz D’Albora       | 31 de desembre de 2009 | 25 d'abril de 2010     |
|      | Carolina Tohá Morales        | 15 de maig de 2010     | 11 de juny de 2012     |
|      | Jaime Quintana Leal          | 11 de juny de 2012     | 11 de juny de 2016     |
|      | Gonzalo Navarrete Muñoz      | 11 de juny de 2016     | 27 de juliol de 2018   |
|      | Heraldo Muñoz Valenzuela     | 27 de juliol de 2018   | 2 d'agost de 2021      |
|      | Natalia Piergentili Domenech | 2 d'agost de 2021      | 4 de setembre de 2023  |
|      | Jaime Quintana Leal          | 4 de setembre de 2023  | En el càrrec           |

## Presidents de la República

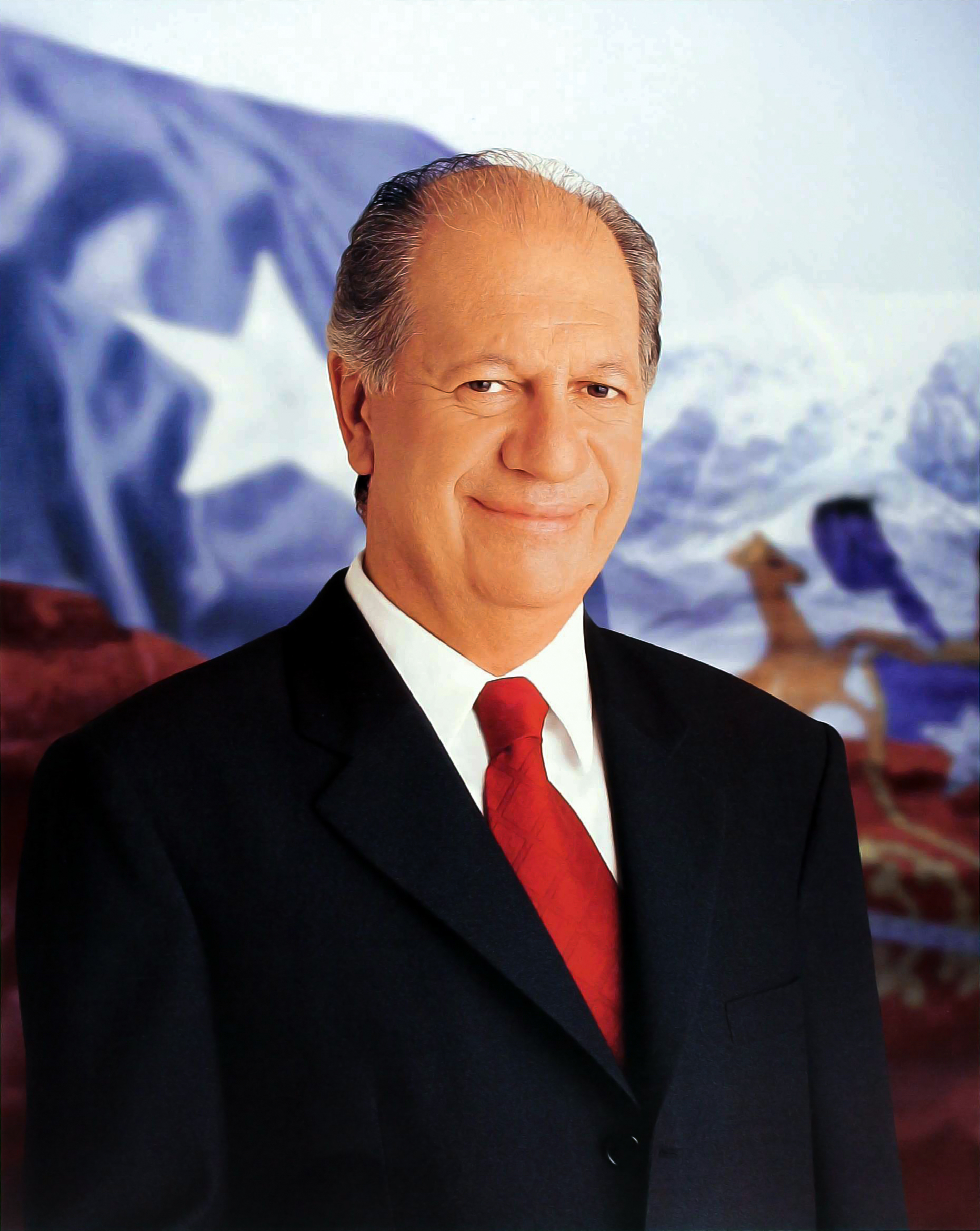
Ricardo Lagos Escobar 2000 - 2006